# オフリド・フェスト
オフリド・フェスト（マケドニア語:Охрид фест / Ohrid Fest）は、マケドニア共和国のオフリドで毎年夏に開催される音楽祭である。マケドニア民謡のショーケース的イベントとして、1994年に初めて開催された。1997年からはマケドニアの作詞者、作曲者、アーティストたちを意欲づけるために、ポップ・ヴェチェル（Поп вечер、ポップ・ミュージックの夜）が導入された。2003年にはインテルナツィオナルナ・ヴェチェル（Интернационална вечер）が導入され、ポップ・ヴェチェルで優秀だったマケドニアのアーティストと共に、国外のアーティストらの楽曲が披露される。オフリド・フェストは国内に留まらずバルカン半島全域で良く知られるようになり、ブルガリアやセルビア、ギリシャなどでも放送されるようになった。優勝者には賞金と共に、スポンサーからの景品が贈られる。
2008年には新たにアマチュアや無名のアーティストが競い合うヴェチェル・ナ・ノヴィ・ズヴェズデ（Вечер на нови ѕвезди）が導入され、優秀者はポップ・ヴェチェルに参加できる。

## 優勝者

### 1994年

#### フォルク・ヴェチェル
- 審査員 - ゾラン・ゲオルギエフ（Зоран Георгиев） - Кажи кажи Гино
- 一般 - ネリ・ティ・レコフ（Нели ти реков） - Мој галебе

### 1995年

#### フォルク・ヴェチェル
- 審査員 - ゴラン・クキッチ（Горан Кукиќ） - Dali Ima Pile Shareno
- 一般 - レンチェ・デデイスカ（Ленче Дедејска） - Течете солзи

### 1996年

#### フォルク・ヴェチェル
- 審査員 - マリナ・プハリッチ & コロナ（Марина Пухариќ & Корона） - Vecna Biljana
- 一般 - ビオリタム（Биоритам） - Ех, да свири Садило

### 1997年

#### フォルク・ヴェチェル
- 審査員 - ブラギツァ・パヴロフスカ（Blagica Pavlovska） - Еј Охриде
- 一般 - ブラガ・ペトレスカ（Блага Петреска） - Заиграј  срце

#### ポップ・ヴェチェル
- 審査員 - ターニャ・ツァロフスカ（Тања Царовска） - Tvojot Baknez Me Progonuva
- 一般 - ゴツェ・アルナウドフ（Гоце Арнаудов） - Штом ноќта помине

### 1998年

#### フォルク・ヴェチェル
- 審査員 - イブシュ・イブライモフスキ（Ибуш Ибраимовски） - Рибари верни другари
- 一般 - ペタル・ネチョフスキ（Петар Нечовски） - Охрид мој

#### ポップ・ヴェチェル
- 審査員 - サショ・ギギフ・ギシュ（Сашо Гигов - Гиш） - Јана
- 一般 - サショ・ギギフ・ギシュ（Сашо Гигов - Гиш） - Јана

### 1999年

#### フォルク・ヴェチェル
- 審査員 - ミリツァ・クズマノフスカ（Милица Кузмановска ） - Ajde Zapri Naume
- 一般 - ペタル・ネチョフスキ（Петар Нечовски） - Вечна да си

#### ポップ・ヴェチェル
- 審査員 - リディヤ・コチョフスカ（Лидија Кочовска） - Не знам да те преболам
- 一般 - アレックス（Алекс） - Сакам да си моја

### 2000年

#### フォルク・ヴェチェル
- 審査員 - キルチョ・ポプ・ラザロフ（Кирчо Поп Лазаров） - Бисеро бисер охридски
- 一般 - フロシナ（Фросина） - Ирина

#### ポップ・ヴェチェル
- 審査員 - コンパス（Компас） - Ти си ми
- 一般 - ターニャ・ツァロフスカ（Тања Царовска） - Завршен

### 2001年

#### フォルク・ヴェチェル
- 審査員 - ドゥシュコ・ゲオルギエフスキ（Душко Георгиевски） - Илино моме
- 一般 - トミスラフ・マニッチ（Томислав Маниќ）  - Го љубам Охрид

#### ポップ・ヴェチェル
- 審査員 - エレナ・ペトレスカ（Elena Petreska） - Не гледај назад
- 一般 - マリヤン・ストヤノフスキ（Маријан Стојановски） - Срце ќе ти украдам

### 2002年

#### フォルク・ヴェチェル
- 審査員 - ブラゴヤ・グルヨスキ（Благоја Грујоски） - Sto Se Slucuva
- 一般 - ズイツァ・ラゾヴァ（Зуица Лазова） - Не ме прашувај

#### ポップ・ヴェチェル
- 審査員 - トヴィンス（Твинс） - Me Zarobi
- 一般 - ビバ・ドデヴァ（Биба Додева） - Јас и мојот бенд

### 2003年

#### フォルク・ヴェチェル
- 審査員 - マリヤナ & ロサナ（Маријана & Росана） - Ајде сестро да запееме
- 一般 - オルツェ・ステフコフスキ（Орце Стефковски） - Играј моме чочек ти

#### ポップ・ヴェチェル
- 審査員 - マルティン・ヴチッチ - Коса од злато
- 一般 - マルティン・ヴチッチ - Коса од злато

#### インテルナツィオナルナ・ヴェチェル
- 審査員 - サーシャ・マティッチ（Saša Matić） - Mojot Grad（ボスニア・ヘルツェゴビナ）
- 一般 - マーヤ・グロズダノフスカ・パンチェヴァ（Маја Гроздановска Панчева） - Нова планета（マケドニア共和国）

### 2004年

#### フォルク・ヴェチェル
- 審査員 - コンパス（Компас） - Кораб изгубен
- 一般 - ペタル・ネチョフスキ（Петар Нечовски） - Охрид граду бисерен

#### ポップ・ヴェチェル
- 審査員 - マーヤ・ヴキチェヴィッチ（Маја Вукичевиќ） - Амајлија
- 一般 - マリヤン・ストヤノフスキ（Маријан Стојановски） - Има нешто

#### インテルナツィオナルナ・ヴェチェル
- 審査員 - ゴラン・カラン（Goran Karan） - Svetot E Luda Topka (クロアチア)
- 一般 - ボヤン・マロヴィッチ（Bojan Marović） - Ako Pak Se Vratiš (セルビア・モンテネグロ)

### 2005年

#### フォルク・ヴェチェル
- 審査員 - ニノ・ヴェリチュコフスキ & ボエミ（Нино Величковски & Боеми） - Krv Boemska
- 一般 - リステ・ナウモフスキ（Ристе Наумовски） - Вечен Охриде

#### ポップ・ヴェチェル
- 審査員 - ミキ・ヨヴァノフスキ・ジャフェル（Мики Јовановски - Џафер） - немирни мисли
- 一般 - ジョコ・タネフスキ（Ѓоко Таневски） - Немам право

#### インテルナツィオナルナ・ヴェチェル
- 審査員 - ボヤン・ビェリッチ（Bojan Bjelić） - To Nije Ljubav（セルビア・モンテネグロ）
- 一般 - ボヤン・ビェリッチ（Bojan Bjelić） - To Nije Ljubav（セルビア・モンテネグロ）

### 2006年

#### フォルク・ヴェチェル
- 審査員 - ? - ?
- 一般 - ペタル・ネチョフスキ（Петар Нечовски） - Една мајка постои

#### ポップ・ヴェチェル
- 審査員 - エレナ・ペトレスカ（Elena Petreska） - Галебе
- 一般 - エレナ・ペトレスカ（Elena Petreska） - Галебе

#### インテルナツィオナルナ・ヴェチェル
- 審査員 - ヴァーニャ & ミーチャ（Вања & Миќа） - ?
- 一般 - ヨゼフィナ（Jozefina） - Na portalot na sudbinata（クロアチア）

### 2007年

#### フォルク・ヴェチェル
- 審査員 - エレナ・ヴェレフスカ - Небо од ванила
- 一般 - ミラン・バビッチ（Милан Бабиќ） - Сега кога те нема

#### ポップ・ヴェチェル
- 審査員 - エルヴィル・メキッチ feat. マーヤ・サズダノフスカ（Елвир Мекиќ feat. Маја Саздановска） - Opasno
- 一般 - アドリアン・ガジャ - Сам се лажам

#### インテルナツィオナルナ・ヴェチェル
- 審査員 - ニコラ・ブロヴァツ & ターニャ・ジャガル（Nikola Burovac & Tanja Žagar） - Neka te, Neka te（セルビア / スロベニア）
- 一般 - ボヤン・マロヴィッチ（Bojan Marović） - Ničeg nema（モンテネグロ）

### 2008年

#### フォルク・ヴェチェル
- 審査員 - スネジャナ・サヴィッチ（Snežana Savić） - Sakam da sme zaedno（セルビア）
- 一般 - スネジャナ・サヴィッチ（Snežana Savić） - Sakam da sme zaedno（セルビア）

#### ポップ・ヴェチェル
- 審査員 - イゴル・ミトロヴィッチ（Игор Митровиќ） - Никогаш повеќе
- 一般 - ダニ・ディミトロフスカ（Dani Dimitrovska） - Никој како ти

#### インテルナツィオナルナ・ヴェチェル
- 審査員 - シュパト・カサピ（Shpat Kasapi） - ?（アルバニア）
- 一般 - アントニヤ・ショラ - Bozji Pat（クロアチア）

### 2009年

#### フォルク・ヴェチェル
- 審査員 - リディヤ・ミロシェヴィッチ・サマンタ（Лидија Милошевиќ Саманта） - Еден ден
- 一般 - アネータ・モリカ（Анета Молика） - Имаш друга

#### ポップ・ヴェチェル
- 審査員 - リスト・サマルジエフ & ヴラトコ・イリエフスキ（Ристо Самарџиев & Влатко Илиевски） - За љубов се пее до крај
- 一般 - リスト・サマルジエフ & ヴラトコ・イリエフスキ（Ристо Самарџиев & Влатко Илиевски） - За љубов се пее до крај

#### インテルナツィオナルナ・ヴェチェル
- 審査員 - ジャック・フデク（Jacques Houdek） - Opasna Zena（クロアチア）
- 一般 - リスト・サマルジエフ & ヴラトコ・イリエフスキ（Ристо Самарџиев & Влатко Илиевски） - За љубов се пее до крај（マケドニア共和国）